# قاسم‌کند (خاچماز)
قاسم‌کند (به لاتین: Kasymkend) یک منطقه مسکونی در جمهوری آذربایجان است که در شهرستان خاچماز واقع شده‌است.